# Fusciphantes
Fusciphantes is een geslacht van spinnen uit de familie hangmatspinnen (Linyphiidae).

## Soorten
De volgende soorten zijn bij het geslacht ingedeeld:
- Fusciphantes hibanus (Saito, 1992)
- Fusciphantes iharai (Saito, 1992)
- Fusciphantes longiscapus Oi, 1960
- Fusciphantes nojimai (Ihara, 1995)
- Fusciphantes okiensis (Ihara, 1995)
- Fusciphantes saitoi (Ihara, 1995)
- Fusciphantes setouchi (Ihara, 1995)
- Fusciphantes tsurusakii (Ihara, 1995)